# ジャパンカップサイクルロードレース1994
ジャパンカップサイクルロードレース1994は、ジャパンカップサイクルロードレースの3回目のレース。1994年10月23日に行われた。前年優勝のクラウディオ・キアプッチと彼がかつてアシストとして仕えたエリック・メヒラーの因縁の対決となった。

## 結果
10月23日(日) 154.5km
| 順位 | 選手名                   | 国籍     | チーム           | 時間          |
| ---- | ------------------------ | -------- | ---------------- | ------------- |
| 1    | クラウディオ・キアプッチ | イタリア | カレラジーンズ   | 4時間19分49秒 |
| 2    | エリック・メヒラー       | スイス   | イノアック・デキ | +49秒         |
| 3    | ステファノ・ケッキン     | イタリア | カレラジーンズ   | +9分46秒      |
| 4    | ベアート・ツベルク       | スイス   | カレラジーンズ   | +10分32秒     |
| 5    | 藤野智一                 | 日本     | イノアック・デキ | 同            |
| 6    | 橋川健                   | 日本     | FJCP             | 同            |
| 7    | エディ・ボーウマンス     | オランダ | ヒストール       | +10分33秒     |
| 8    | マリオ・クンマー         | ドイツ   | テレコム         | 同            |
| 9    | 今中大介                 | 日本     | FJCP             | +12分18秒     |
| 10   | エリック・ツァベル       | ドイツ   | テレコム         | +12分30秒     |